# 連明偉
連明偉（1983年—），生於宜蘭縣頭城鎮，台灣當代作家，國立暨南國際大學中國語文學系畢業、國立東華大學創作與英語文學研究所藝術碩士。就讀研究所期間嘗試創作不同文體，包含新詩、散文、小說、舞台劇和電影劇本。
畢業後，因服教育替代役，到菲律賓奎松市尚愛中學擔任中文教師 ，又到加拿大班夫、美國夏威夷打工。回台後先後當過桌球教練、救生員、攀岩教練、駐校作家等工作。後又曾赴聖露西亞擔任體育志工教授桌球。
連明偉的作品以小說為主，曾獲聯合文學小說新人獎中篇小說首獎、台積電文學賞副賞、時報文學獎短篇小說組首獎、林榮三文學獎短篇小說獎、台灣文學獎圖書類長篇小說金典獎等。

## 著作
- 中篇小說集《番茄街游擊戰》（2015）
- 長篇小說《青蚨子》（2016）
- 短篇小說集《藍莓夜的告白》（2019）
- 報導文學《山與海的職日生：頭城職人誌》（2023）

## 獲獎
- 2007年：〈刀疤〉獲第二十一屆聯合文學小說新人獎中篇小說首獎
- 2008年：〈遷徙〉獲第四屆林榮三文學獎新詩獎佳作
- 2011年：〈番茄街游擊戰〉獲第一屆台積電文學賞副賞；〈大魚〉獲第七屆林榮三文學獎短篇小說獎佳作；〈陸參柒玖中的少爺——良顯堂社會福利基金的發展與社福相關議題〉獲第一屆全球華文文學星雲獎報導文學類三獎；〈病者尊嚴〉獲第一屆全球華文文學星雲獎人間佛教散文獎
- 2012年：〈苔生〉獲第三十五屆時報文學獎短篇小說組首獎；〈入藏〉獲第二屆全球華文文學星雲獎人間佛教散文獎
- 2015年：小說集《番茄街游擊戰》獲開卷好書獎中文創作類[4]
- 2017年：《青蚨子》獲第四十一屆金鼎獎文學圖書獎、台灣文學獎圖書類長篇小說金典獎、Openbook年度好書獎中文創作類[5]、鏡週刊年度十大好書華文創作類[6]
- 2018年：《青蚨子》獲第七屆紅樓夢獎決審團獎。[7]